# DA・DI・DA (田原俊彦の曲)
「DA・DI・DA」（ダ・ディ・ダ）は、1996年6月21日にリリースした田原俊彦の47作目のシングル。

## 背景
表題曲は、ワールド『abadat』のCFイメージソングに起用された。
今作のプロデュースを担当した井波洋は、当時の所属事務所「ヒロ・パブリッシャーズ」の社長である。

## リリース
1996年6月21日に、ポニーキャニオンのNAVレーベルから発売された。

## 収録曲
| 全作詞: 松井五郎、全作曲・編曲: 高浪敬太郎。 |                                  |          |            |      |
| #                                            | タイトル                         | 作詞     | 作曲・編曲 | 時間 |
| 1.                                           | 「DA・DI・DA」                   | 松井五郎 | 高浪敬太郎 | 4:19 |
| 2.                                           | 「HEARTBREAK RAIN」              | 松井五郎 | 高浪敬太郎 | 4:01 |
| 3.                                           | 「DA・DI・DA」(Original Karaoke) | 松井五郎 | 高浪敬太郎 | 4:17 |
| 合計時間:                                    | 合計時間:                        | 12:37    |            |      |

## 参加ミュージシャン
| DA・DI・DA - Organ : 久米大作 - E.Bass : 中原信雄 - Drums : 夏秋冬春 - E.Guitar : CHIBUN - L.Percussion : 帆足哲昭 - Chorus : 坂井利衣子, MEGUMI OSHINO - Clarinet & Sax : JAKE H. CONCEPCION | HEARTBREAK RAIN - Organ : 中西康晴 - E.Bass : 沖山優司 - Drums : 夏秋冬春 - E.Guitar : CHIBUN - Trumpet : TOSHIO ARAI - T.Sax : 山本拓夫, 竹野昌邦 - B.Sax : 小池修 - Chorus : The Name Of Love |